# ポケモンレンジャー
『ポケモンレンジャー』は、株式会社ポケモンから発売された任天堂の携帯型ゲーム機向けコンピュータゲームのシリーズ。

## ポケモンレンジャー
『ポケモンレンジャー』は、2006年3月23日にポケモンから発売されたニンテンドーDS用アクションアドベンチャー（アクションRPG）。シリーズ1作目である。ポケモンだいすきクラブにて、シナリオ・日下秀憲、漫画・山本サトシによって『ポケモンレンジャー the Comic』の題名でWEBコミックが連載されていた。

### ゲームシステム

#### キャプチャ
レンジャーがスタイラーを使って野生ポケモンと気持ちを通わせる行為をキャプチャという。キャプチャしたポケモンは仲間のポケモンとなって、一度だけ力を借りることができる。
キャプチャはタッチペンで操作し、ポケモンを規定回数以上囲んでタッチペンを離すことでキャプチャすることができる。ただし、ポケモンがキャプチャ・ラインに接触したり、攻撃に当たるとラインが切られてしまい失敗したことになり、もう一度最初から囲みなおすことになる。さらに、攻撃に当たるとスタイラーのエネルギーが減ってしまい、0になってしまうとスタイラーが壊れてしまいそれ以上キャプチャすることができなくなる（いわゆるゲームオーバー）。囲んでいる途中でタッチペンを離しても失敗したことになるが、逃げることができる。
キャプチャする際にはポケモンの力を借りることができる（ポケアシスト）。ポケアシストにはパートナーポケモンの「ほうでん」にキャプチャで仲間にしたポケモンが持っているものを加えた15種類あり、スタイラーをパワーアップしたり、ポケモンが持っている技で直接足止めさせるといった効果がある。アシストにも相性があり、相性がよければ長時間足止めさせることができるなど効果が大きくなる。ポケアシストの相性については他のシリーズ作品とほとんど同じ（パートナーポケモンが使う「ほうでん」はでんきタイプのわざに準拠）だが、「でんき」や「かくとう」など一部のポケアシストについてはそれ以外の作品と異なるものとなっている。なお、ポケアシストで借りたポケモンはパートナーポケモンを除き、レンジャーのルールに従いリリースされる。

#### ターゲットクリア
フィオレ地方には障害物となるもの（ターゲット）が数多くある。これらのターゲットをキャプチャで仲間になったポケモンの力を使って対処することをターゲットクリアといい、対処するときに使う技のことをフィールドわざという。フィールドわざには「燃やす」、「切る」など9種類あり、それを利用することで障害物を除去したり、物を動かすことができる。なお、ターゲットクリアで使ったポケモンはレンジャーのルールに従いリリースされることになる。

#### 通信機能
本作はポケットモンスターシリーズの特徴である通信機能が付いていないため、他のポケットモンスターシリーズとの連動はおろか、『ポケモンレンジャー』同士でも通信することができない。しかし、『劇場版ポケットモンスター アドバンスジェネレーション ポケモンレンジャーと蒼海の王子 マナフィ』特別前売券の特典によって特別なデータを受信すると、極秘ミッション（Wミッション）を遊ぶことができ、それをクリアすることによってマナフィを『ダイヤモンド・パール』に送ることができる。『ダイヤモンド・パール』へ通信する際には「レンジャーネット」を使うが、日本版において通常のプレイではこのモードを出すことはできない。
日本国外版においては、レンジャーネットおよび特別ミッションは隠しコマンドとパスワードによってプレイヤーの手で出現させることができる。

### 登場人物

#### レンジャーユニオン
主人公
本作の主人公。ポケモンレンジャーになることを夢に見ている。その思いを7通の手紙でハヤテに送り続けたことで、熱意が認められレンジャーへとなった。パートナーは男ならマイナン、女ならプラスル。
名前は自由に決めることができる。デフォルトの名前は男の子ならカヅキ、女の子ならヒナタ。
カヅキ / ヒナタ
主人公より少し先輩であり、同期である。姿は選ばれなかった方の主人公と同じであり、名前は男なら「カヅキ」、女なら「ヒナタ」になる。恋愛に発展しそうであり、多くの人物から度々からかわれているが、はっきりとはしていない。

シンバラ
レンジャーユニオンの技術最高顧問である老人。スーパー・スタイラーの開発に成功した開発者でもある。ラゴウとは古くからの良きライバルで、初恋の相手も同じだった。フォルシティに助手がいる。
『バトナージ』ではササコとラモの少年時代の親友、『光の軌跡』ではブッカーの弟であることが判明している。
アリア
フォルシティのレンジャー。他のレンジャーから一目置かれているものの、性格は非常に無愛想。当初は主人公に対して良いイメージを持っておらず、冷たく当たるも次第に心が打ち解けあう。
イマチ
リングタウンのレンジャー。主人公たちと同期（実際は3年ほど先輩）。パートナーはヤドン。
『バトナージ』ではレンジャーユニオンの広報担当として、『光の軌跡』では「ユニオン号」の操縦士として登場している。
ポンプ
サマランドのレンジャー。パートナーはニョロトノ。ニョロトノとは無二の親友を自称する。
ラスカ
サマランドのレンジャー。仕事よりも遊び、と結構自堕落だが、やる時はやるらしい。
リンキ
フォルシティのレンジャー。常にキチッと整列をしている。何やら大きな目標があるらしい。
ケイト
フォルシティのレンジャー。常にキチッと整列をしている。
クレス
ウィンタウンのレンジャー。いつもは無口だが、感動するとお喋りになる。
フウチ
ウィンタウンのレンジャー。寒冷地帯勤務なのに寒がり。
ハヤテ
リングタウンのリーダーレンジャー。主人公にレンジャー入隊を許可したのも彼である。カムリやジョウ、エリダとは昔からの友人で、定期的に連絡を取っている。パートナーはオニドリル。
カムリ
サマランドのリーダーレンジャー。変なものを拾ってきてはプレゼントしたがる癖があるが、一人用の潜水艦モーグル号やマナフィのタマゴをくれることも。パートナーはペリッパー。
ジョウ
フォルシティのリーダーレンジャー。沈着冷静で、緊急事態にも動じず的確に指示を下す事が出来るが、ハヤテの前では全くの別人になるらしい。そのルックスから、町の女性達にとっては憧れの的。たまに大声で歌を歌って恥をかくことも。パートナーはドードリオ。
エリダ
ウィンタウンのリーダーレンジャー。ジョウに負けず劣らず冷静だが、お茶目な一面もある。その美貌から、町の男性から非常に熱を上げられている。パートナーはエアームド。

#### ゴーゴー団
ラゴウ
ゴーゴー団のボス。4兄弟の父親。オルガン形スタイラーを使用する。ウィンタウン北の山脈にアジトを構える。不気味な高笑いをする。シンバラに劣等感を抱いていたため、ゴーゴー団を結成した。
ヤライ
長兄。リードギター形スタイラーを使用する。バンギラス、サナギラス、ヨーギラスを使う。4兄弟の最年長で、妖艶な美青年。また、ユウキとヨウジの喧嘩を止めるのも彼。ゴーゴー団解散に伴い改心。『バトナージ』や『光の軌跡』にも登場し、ロックバンドとして活動している。Webコミック版では丁寧な言葉遣いもするが、感情が高ぶると激しい性格になる。
ユウキ
次男。ベースギター形スタイラーを使用する。ヨナベ工場担当。基本的に丁寧な言葉遣いだが、キレると言葉遣いが悪くなる。また、ヨウジと同じくお金が好きらしく、儲け話になると涎が出ることもあり、彼と仲が悪い。一人称は「私」。ハッサム、ストライクを使う。Webコミックでは機械の扱いに長けているらしく、また言葉遣いも子供っぽくなっている。
ヨウジ
三男。太鼓形スタイラーを使用する。太り気味な体型が特徴の青年。それゆえに面倒臭がりでお金大好き。面倒臭がりという点で共通しているケッキング、ヤルキモノ、ナマケロを使う。兄であるユウキを「お前」と呼ぶなど、ユウキとは犬猿の仲。Webコミックではカムリを持ち上げる等の腕力もあり、ユウキを「ユウキ兄ぃ」と呼ぶなど原作とは少々異なる。
ミライ
4兄弟の紅一点で末っ子。ヴァイオリン形スタイラーを使用する。買い物好き。バクーダ、ドンメルを使う。Webコミックにて、変装した状態でカヅキをデートに誘い足止めを画策したがカヅキの人助け第一の性格にすっぽかされ、失敗。その後はバクーダを操り、ヒナタと激しい戦いをする。

### 世界観
本作はフィオレ地方が舞台となっている。この地方の人々はポケモンと自然をとても大切にしているという特色がある。そのため、レンジャーは活躍しているが、ポケモントレーナーはこの地方にはほとんどいない。

#### 都市・町
リングタウン
主人公がレンジャーとして赴任してきた小さな町。
フォルシティ
フィオレ地方最大の都市。港があり、研究所やキャプチャアリーナの施設などがある。
サマランド
フィオレ地方の南にある小さな島に浮かぶ町。
ウィンタウン
フィオレ地方のシクラ山脈にある町。山頂にポケモンと人の力で作り上げたフィオレ神殿がある。

### 用語
レンジャーユニオン
自然を守る大きな目的を持ち活動を行っている組織でシンバラ教授が3人の仲間とともに設立した。主人公やリーダーレンジャーなどすべてのレンジャーはこの組織に所属しており、活動の支援やスタイラーの管理を行っている。シンボルマークはキャプチャ・ディスクを図案化したもの。

## ポケモンレンジャー バトナージ
『ポケモンレンジャー バトナージ』は、2008年3月20日にポケモンから発売されたニンテンドーDS用アクションアドベンチャー（アクションRPG）。ニンテンドーWi-Fiコネクションに対応している。シリーズ2作目である。ポケモンだいすきクラブにて、シナリオ・日下秀憲、漫画・山本サトシによって「ポケモンレンジャー バトナージ the Comic」の題名でWEBコミックが連載されていた。

### ゲームシステム（バトナージ）
アルミア地方が冒険の舞台。基本的なシステムは前作と同じである。「レンジャースクール」（ポケモンレンジャーの養成スクール）に通うところから始まる。レンジャースクールを卒業すると正式なポケモンレンジャーとなれる。今回はパートナーポケモン（17種類）を選ぶことができ、複数匹をパートナーにすることもできる。
前作と違い、ポケモンを一筆で囲み続ける必要はなく、一度ペンを離してもしばらくは「きもちゲージ」が継続し、それまでは続きで囲み続けられる。一筆で囲み続ける、ノーダメージでキャプチャーする等のテクニックを行えば、経験値にボーナスが加算され、ポケモンごとの評価も行われるようになった。キャプチャーしたポケモンの行動範囲の制約もなくなり、始めからアルミア地方の全ての区域で、どのポケモンも連れて歩けるようになった（水中の例外あり）。「ミッション」以外にも町の人々からの「クエスト」を受ける事によって、キャプチャースタイラーの強化も可能になった。
ニンテンドーWi-Fiコネクションや店頭で受け取ることができる、スペシャルミッションが期間限定で配布されていた。2008年6月15日までは「マナフィのタマゴを保護せよ!」、「連れ去られたリオルを救え!」、「みんなのタワーを解放せよ!」が配信されていた。ミッションをクリアすると、ダイヤモンド・パールにそれぞれ、マナフィのタマゴ、「はどうだん」を覚えたリオル、ダークライを連れて行くことが出来る。

### 登場人物（バトナージ）
「声」はWebコミックで連載されていた『ポケモンレンジャー バトナージ the Comic』での担当声優。

#### レンジャーユニオン（バトナージ）
主人公
声 - くまいもとこ（男の子主人公）
本作の主人公。フィオレ地方からチコレ村に引っ越してきた。ポケモンレンジャーを目指し、レンジャースクールに入学。卒業後はめきめきと才能を発揮し、トップレンジャーにまで登り詰める。父親と母親と妹がいる。
主人公の名前はプレイヤーが自由に決める事が可能。何も入力せずに終了したときには、男の子ならハジメ、女の子ならヒトミ。
ハジメ
『バトナージ』の男の子主人公。Webコミック版でのパートナーはパチリス。
ヒトミ
『バトナージ』の女の子主人公。Webコミック版でのパートナーはムックル。
ダズル
主人公のレンジャースクール時代の同級生。髪色は橙色で逆立った髪型が特徴。レンジャースクール時代は優秀な成績で、主人公と競い合う。卒業後はフィオレ地方に派遣され、その後、主人公と同じくトップレンジャーとなりアルミア地方に配属され、共に活動する。パートナーはブイゼル。
バロウ
主人公が所属することになるビエンタウンのリーダーレンジャー。ポケモン顔負けの怪力を持ち「ターゲットクリアー!!!!!」と叫びながら邪魔なものを壊すこともある。どうやら泳げないらしく、海を潜るミッションは主人公だけ行かせたことがある。涙もろい。パートナーはマクノシタ。
クラム
ビエンタウンのポケモンレンジャー。髪色は赤でパーマが特徴の長身の青年。レンジャースクールの卒業生で主人公の先輩にあたる。冗談好き。パートナーはスボミー。
エレナ
ビエンタウンのポケモンレンジャー。メカニック担当。組立よりも分解が好きで、分解しない日々が続くとストレスが溜る。オイルに対して友好的に接する。好きなポケモンはハクリュー。
ラクア
ビエンタウンのポケモンレンジャー。クラムと同じくレンジャースクールの卒業生で主人公の先輩にあたる。おっちょこちょいで歯が白い。パートナーはミミロル。
セブン
トップレンジャーの1人。常に被っている赤いテンガロンハットがトレードマーク。レンジャーとしてあらゆる活動をこなす。ダズル曰く「モテそうなタイプ」で、ワンダとリズミの喧嘩の原因になったこともある。名前の由来は「7人目のトップレンジャー」であることから。パートナーはレントラー。
ハーブ
トップレンジャーの1人。主人公たちの先輩。髪色は緑でストレートなロングヘアが特徴。「空飛ぶレンジャー」と呼ばれているが如く、ムクホークが好きで、パートナーのムクホークの事を「彼」と呼ぶ。
ササコ
レンジャーユニオンの議長。全てのポケモンレンジャーの活動を統括している。猫背で杖を突き、二つにまとめ上げた髪型が特徴の初老女性。普段はレンジャーユニオンで指揮をとっている。
リズミ
主人公のレンジャースクール時代の同級生。髪色は金色で短めのツインテールが特徴。担当はオペレーター。ダズルと主人公がトップレンジャーに就任した際、シンバラの計らいでレンジャーユニオンに配属され、3人が再会する運びとなった。
バトナとナージ
ユニオンの研究員。実は二人は兄弟で、ユニオン街道に住む科学嫌いの「頑固じいさん」の息子。後に操られたポケモンもキャプチャできる「バトナージ・スタイラー」を完成させる。
ワンダ
ユニオンのオペレーター。リズミの先輩にあたる。

#### レンジャースクール
ラモ
レンジャースクールの校長。七三分けで丸メガネ、紳士的な外見が特徴の初老男性。「ラモ」とは通称で、正式な名前は「ラモエクスピアリドゥーシャス」と長い。実はササコとシンバラとは幼馴染で、少年時代に「誓いのオブジェ」の前で主人公、ダズル、リズミのように夢を誓い合った。
アンリ
レンジャースクールでの主人公のクラスの担任教師。普段は優しいが怒ると物凄く怖いという。クラムのスクール時代の担任でもあり、その当時は1日に3度は怒ったらしい。もじゃもじゃが苦手。
イオリ
主人公の隣のクラスの優等生。髪型はマッシュルームカットで髪色は金色。IQ163の天才。成績優秀ということから、担任のミラカドから授業欠席許可を貰っており昼は図書館に、夜は地下の研究室に居る。スクール卒業後はミラカドに騙され、モバリモや「ありえないマシン」を開発してしまう。ロッコという幼い妹がいる。「ありえないマシン」の最上部では「マジ」や「メチャ」等の言葉を発していた。
ポンテ
主人公の隣のクラスの男子生徒。「悩めるマシュマロボーイ」と自称しているが、実際、卒業後の進路について悩みは尽きず、結局進路が決まらないままスクールを卒業してしまう。卒業後はヤミヤミ団に入団するも、これでいいのかと悩んだ挙句、たった1日で退職してしまう。その後はアンヘル社の原点といえる初代社屋（現在は廃墟）で暮らしていたが、後にダイノーズの彫刻を彫り木彫りじいさんに弟子入りした。

#### ヤミヤミ団
ケイノ
「トリオ・ザ・ヘル」の紅一点。髪色は桃色でポニーテールが特徴。更に露出度の高い衣装を着ている女性。目的のためならどんな汚い手段も辞さない卑怯な性格だが、反面、最終決戦で主人公に敗れた際は「ボスに会わせる顔がない」とその場から身を引くという責任感強い一面も見せている。使用するポケモンはゴウカザル、ブーバーン。
デゼル
「トリオ・ザ・ヘル」に所属する太った男性。色黒い肌と金髪が特徴。一人称は「おら」で、東北弁を彷彿させる言葉遣いをする。失敗すると酷く落ち込んでしまうナイーブな性格。使用するポケモンはジバコイル、エレキブル、ドサイドン。
アイス
「トリオ・ザ・ヘル」のリーダーで、水色の髪をした好青年。青を基調とした服装が特徴。言動がキザで、ナルシシズム全開の決めポーズに自己陶酔する。「トリオ・ザ・ヘル」の中では部下から最も信頼されている。イオリから電子工学を学び、さらに独自に必死に勉強し、彼を一時的にてこずらせるほどの頭脳も身につけた。使用するポケモンはユキメノコ、ガブリアス、エルレイド。
ミラカド
主人公の隣のクラスの担任教師。口癖は「廊下を走るな！」。常にヘアスプレーで固めた金髪のリーゼントが特徴の壮年男性。イオリを気に入っており、夜になると、どういうわけか地下の秘密の研究室でイオリと一緒にいる。その正体はヤミヤミ団のまとめ役「Mr.ミラカド」で、ボスの命令でスクールに潜入し、100年に1人の天才であるイオリをスカウトしモバリモや「ありえないマシン」を開発させた。ドラピオン、グライオンといったサソリ型のポケモンを使う。昔から部下に恵まれていないらしい。
スペシャルミッションの一つ「みんなのタワーを解放せよ!」では「ありえないマシン」の活動再開を目論み、ヤミヤミ団の残党達と共にアンヘルタワーを占領する。
ホイラ
ブラックの部下。使用するポケモンはトップレンジャーの主人公が相手にも関わらずビッパ。ありえないマシン（後述）の頂上でブラックと共にダークライによって闇に引きずり込まれるが後に主人公の救出される。「ヒヒッ」が口癖。
ブラック・ホール / ホワイト・ホール
創立70年目を迎えるアルミア地方一のマンモス石油企業「アンヘル・コーポレーション」の3代目社長。本名は「ホワイト」だが、15歳の誕生日にアプライトに「アルミアに未来を背負ってほしい」という願いを込められ「ブラック」に改名させられた。
サングラスを掛け、黒スーツを身に纏う暴力団組長のような容姿をしているが、性格は至って紳士的で社員や一般市民からの信頼も厚い。その正体は市民を悩ませてきたヤミヤミ団のボス。
少年時代に父で2代目社長・アプライト・ホールが闇の結晶の研究のために家庭を疎かにするようになり、父親に対して多大な不信感を抱いてしまう。そのような精神状態でアプライトから闇の結晶を見せられ闇の力に翻弄される。やがてアプライトを社長の座から蹴り落とし若くしてその座に就いた後、ヤミヤミ団を結成。念願の闇の結晶を手に入れありえないマシンを開発し、レンジャー達の前に立ちはだかるがレンジャーに追い詰められ、ありえないマシンの出力を禁断の「レベル・ダーク」にまで上げてしまったことで制御不能に陥り、部下のホイラと共に闇に引きずり込まれてしまうがダークライをキャプチャした主人公に救出され、シンバラから自分が長年見せられていた悪夢から目覚めたことや自分の本名が「ホワイト・ホール」であることなどを聞かされて改心する。後に罪を償うため大人しく連行されていった。使用するポケモンはヨノワール。

#### その他の人物
オイル
ヤミヤミ団に利用され、ビエンのもりに火災事故を引き起こしてしまう。その後、レンジャーユニオン支部でバロウらから事故について厳しく問い詰められるが、エレナの好意で解放され、改心。その後は社会奉仕としてビエン支部に協力している。かつてはチコレ村に住んでおり、母親ともめて家出してしまったが、後に和解してレンジャースクールの入学試験を受けるという。
「オイル」という名前は、バロウが「このオイル臭い男」と呼んでいた際、エレナが「せめてオイルにしましょうよ」と言ったことから付けられた愛称であり、本名は不明。
ロッコ
イオリの妹。プエルタウンに住んでおり、兄のイオリにプレゼントを考えたりしている。
イマチチ
イマチの父親。イマチチはあだ名で本名は不明。ヒアバレーにあるブルブルキャンプの調査チームの隊長。
ビッグママ
ビエンタウンの牧場を夫のリトルパパと経営する大柄な女性。アルミア地方一の怪力の持ち主。彼女の作るミルクプリンはビエンタウンの名物。
リトルパパ
ビエンタウンの牧場を妻のビッグママと共に経営する男性。ビッグママとは反対に小柄で痩せた体型をしている。ポケモンが苦手だが、ポケモンからは好かれている。後にポケモンが苦手だった事を克服する。
木彫りじいさん
ビエンタウンに住むアルミア地方一の木彫り職人。主人公の最初のパートナー（ムックル、ゴンベ、パチリス）の飼い主でもある。
ハシモトさん
アエル橋の管理人。プエルタウンの名物の一つで口癖は「あっしに任せろ!」。母と子供二人の4人暮らしで、イオリが仕事で帰ってこない代わりにロッコの兄代わりをしている。
アプライト・ホール
アンヘル社の2代目社長。ブラックの父親。シンバラの証言によると地味でどこにいるかわからない人物だったという。彼が書き残した「アプライトの日記」が物語の鍵を握る。
ドリーム・ホール
アンヘル社の初代社長。アプライトの父親で、ブラックの祖父。ヌリエ高原に彼の建てた初代社屋がある。

### 用語（バトナージ）
キャプチャ・スタイラー
シンバラ教授が発明したポケモンと気持ちを通わせる為の道具。キャプチャ以外にもポケアシスト等様々な機能を持ちレンジャーだけが使いこなせる。
スクール・スタイラー
レンジャースクール生、専用のスタイラー。トレーニング用のスタイラーな為、機能が一部制限されている。
ファイン・スタイラー
トップレンジャー用に開発されたスタイラー。ハードなミッションに耐えられるようにパワーチャージなどキャプチャ・スタイラーに比べ大部分が強化されている。
パワーチャージ
画面をなにもせずしばらくタッチするとキャプチャ・ラインが虹色になり、その状態で囲むといつもの2倍気持ちが伝わる。レンジャークラスがアップすると虹色のキャプチャ・ラインが太くなりその状態でキャプチャするとさらに2倍気持ちが伝わるようになる。
バトナージ・スタイラー
ユニオンの研究員、バトナとナージが発明した特殊なスタイラー。操られているポケモンもキャプチャできる。現在このスタイラーを所持しているのは主人公のみ。
アンヘル・コーポレーション
アルミア地方を代表する創業70年の一流石油企業。社員の制服は黒を基調としている。初代社長はドリーム・ホールで、彼がヌリエ高原に初代社屋を建てたことが事の発端。現在は大企業に成長し3代目社長・ブラック・ホールの代では最盛期を迎えるが、裏では密かにヤミヤミ団を動かしている。ブラック逮捕後も会社は通常経営しているが、社長代理は不明。
ドカリモ
ヤミヤミ団が開発した、ポケモンを操る機械。操られているポケモンは頭の上に渦巻状のマークが現れ、キャプチャしても気持ちが伝わらない。非常に重く、ヤミヤミ団4人がかりでようやく1つ運べる程である（怪力で知られるビッグママは容易く肩にかついで運ぶが、「私でも2つが限度」と発言している）。ターゲットクリアで破壊することが出来るが、複数種類がありそれぞれ弱点が異なる。なお、強化版の「ブラックドカリモ」が存在したが、暴走したダークライによって破壊される。
モバリモ
ドカリモの後継機。ノートパソコン状で携帯が容易に出来る上、命令の種類も豊富。だが、放っておいても自動で動くドカリモと違い操る度にコマンド入力が必要であり、操っているポケモンをキャプチャされるとすぐに壊れてしまうという欠点も存在する。
ありえないマシン
半径800kmのポケモンを操れるマシン。ドカリモ約800万台分の効果がある。命令の種類はモバリモの約300倍。実はありえないマシンの正体は建設中のアンヘルタワーだった。「闇の結晶」を原動力としている。このマシンに操られているポケモンは、渦巻状のマークではなく、「闇の結晶」の形のマークが頭の上に現れる。3段階のレベルに分かれており、レベル1、レベル2、レベル3とレベルが上がる毎にマシンの有効範囲が広がっていく。実は｢レベル・ダーク｣という禁断のレベルが隠されているが、未完成の状態だったようである。それにもかかわらずブラック・ホールはレベル・ダークを起動させるが（レベル・ダーク起動中はポケモンの頭の上の「闇の結晶」のマークが5つに増える）、ダークライの暴走によってコントロール不能になり、その後ダークライをキャプチャした後、三つの結晶の力で「闇の結晶」は「光の結晶」へと変わり、ありえないマシンの機能は停止する。

### 世界観（バトナージ）
本作はアルミア地方が舞台となっている。海運が発達しており、独自の進化を遂げた町や建造物が多い。

#### 都市・町（バトナージ）
チコレ村
主人公がフィオレ地方から引っ越してきた比較的新しくできた村。物語が進むとパートナー牧場が誕生する。
ビエンタウン
レンジャーベースがあり、素朴で自然に恵まれた町。
プエルタウン
アルミア地方最大の都市。海を挟んで北にはアンヘルパークがある。
ブルブルキャンプ
アルミア地方北西部の氷雪地帯にあるヒアバレーにて調査チームが立てた調査基地。
ボイルランド
アルミア地方東部にある火山の島で、島の部分が溶岩で出来ている。
ハルバ村
アルミア地方南東部の砂漠地帯であるハルバ砂漠のオアシスにある村。

## ポケモンレンジャー 光の軌跡
『ポケモンレンジャー 光の軌跡』（ポケモンレンジャー ひかりのきせき）は、2010年3月6日にポケモンから発売されたニンテンドーDS用アクションアドベンチャー（アクションRPG）。ニンテンドーWi-Fiコネクションに対応している。シリーズ3作目である。

### ゲームシステム（光の軌跡）
- キャプチャは前作どおりのゲージ制。
- ポケアシストが大幅に変更、前作はポケモンがディスクに力を与えるというものだったが今作ではポケモンをタッチペンで配置し、その位置でポケモンが技を繰り出す。時間が経てば何回でも使えるが、相手にしているポケモンの攻撃を受けてしまうとその場で逃げる（リリース）してしまう。
- 空中でキャプチャも可能。ただしポケアシスト変更に伴い、空中ではポケアシストが使えない。
- レンジャーポイントとシステムが追加された。これはミッションやクエストをクリアする度に増えていくポイントでそれらを振り分けることによってスタイラーを強化できる。
- 最初から七匹連れて歩けるようになった。
- レンジャーサインの追加。これはあるサインをスタイラーを使って描くことでポケモンを呼び出せるというもの。一般的なポケモンから果ては伝説のポケモンまで呼び出すことが可能。
- また、パワーチャージをする事でそのポケモンを強化させることも出来る。

### 登場人物（光の軌跡）

#### レンジャーユニオン（光の軌跡）
主人公
本作の主人公。男女両方とも青い服、赤いゴーグル、黄色いマフラーが特徴。シンバラによりアルミア地方からオブリビア地方に派遣されたトップレンジャー。パートナーはウクレレピチュー。
前作同様、主人公の名前を自由に決める事が可能。何も入力せずに終了したときには、男の子ならナツヤ、女の子ならミナミ。
ナツヤ / ミナミ
主人公と共にオブリビア地方に派遣された相棒。容姿は選ばれなかった方の主人公と同じであり、男なら「ナツヤ」、女なら「ミナミ」という名前になる。パネマに恋人ではないかと指摘され、取り乱すなど主人公に気はある様子。パートナーはムクホーク。

ブッカー
オブリビア地方で唯一人の木造建築の達人。彼が手がけた建築物は住宅などの建物に留まらず、橋や帆船など多岐に渡る。中でもレインボ島とミロンダ島を結ぶ「ブッカー大橋」、そしてレンジャーユニオンで使われていた木造船「ユニオン号」は彼の代表作。作中でシンバラの兄である事が判明する。
タルガ
オブリビア地方で唯一のエリアレンジャー。妻と娘の3人家族。非常に正義感が強く、島の人々から頼りにされている。
レイラ
タルガの妻。考古学者で、その知識は学会でも注目を集めている。タルガと共によく仕事に行っているため、家の事は娘であるパネマに任せっきりである。
パネマ
タルガとレイラの娘。年端も行かない少女ながらも、主人公の壊れたスタイラーを修理したり、ユニオンの承認無しにロックされている機能を解除するなど機械のスペシャリスト。よくわがままを言い、「3つのお願い」と言いながらも4つのお願いをする事も。

#### ポケモンナッパーズ
ポケモンを攫う謎の組織。「ダダフライ」というUFOのような乗り物に乗り、「操りのコテ」と呼ばれる籠手から発するビームでポケモンを乱獲したり、操ったりする。このダダフライはエネルギー弾やビームを発射するなどの攻撃性能もある。元はバラバラの組織だったが、リーダーが現れてから纏まりが見られる。実は彼らは何者かに雇われている（後述参照）。
レッドアイ
ナッパーズの赤のリーダー。序盤から登場しており、主人公を打ち落としたり、ビリリダマらを使って撹乱するなど抜け目がない。一方、仲間思いでブルーアイや部下から頼りにされており、主人公との戦いは1対1を望み、自分の負けを素直に認めるなどプライドが高く、機械に弱い一面もある。リザードン、バクフーン、バシャーモと言った炎のポケモンを使用する。
ブルーアイ
ナッパーズの青のリーダー。リーダーとしての実力もさることながら、部下の失態を自分のせいにするなど、レッドアイ同様に部下思いで部下に慕われているが、一方でドジな部分も目立つ。メガニウム、オーダイルを使用する。
パープルアイ
ナッパーズの真のリーダー。本人の言う通り確かな実力者だが、レッドアイ曰く「利用したら捨てる性格」という。考古学をかじっていた経験もあり、雇い主から大抜擢されるがレイラには及ばない。雇い主に従う一方で、自分がそれを利用して支配者になろうと考える野心家でもある。主人公らに敗北した後、裏切りが雇い主に露呈してしまい直接解雇を言い渡されるが、その後は本気で考古学の紐を解き、「黄金のヨロイカブト」の真の使い方を発見する。
雇い主であるエドワードが敗北した直後、サーナイトのテレポートを使って現れ、他の3人同様に鎧を奪う。そして全てのパーツを身に付け、彼の操っていたミュウツーまでも奪い、一時タルガとエドワードを消した。そして、彼の操るポケモンが本作のラストボスとなる。その他にガブリアス、メタグロスと言った強力なポケモンを嗾ける。
エクストラミッションでは事件後にレンジャーユニオンでの取り調べの末に釈放されるも全く懲りておらず、空中要塞に現れたアルセウスを利用し再び悪事を目論もうとするも逆に怒らせてしまい、アルセウスがキャプチャされた後、本当に心を入れ替え改心するまでの間アルセウスの棲む異世界へと連れ去られてしまった。

#### ティーパーティー
4人の老人による世界的な泥棒チーム。ナッパーズを雇い、不老不死と世界を手に入れようと画策する。
エドワード
オブビリア地方を回りお年寄りを中心に診察している老人の医者。アックスらとは旧知の仲で時々集まってお茶会をしている。その正体は「怪盗エド」で、ティーパーティーのリーダー格。老化に伴い限界を感じ、ティーパーティーを一旦解散し、世界を流浪するが、その間が退屈で仕方がなかったために医者として動きながら、オブリビアでの伝説を聞きまわっていた。そして「黄金のヨロイカブト」と「空中要塞」の事を知り、かつての仲間達を呼び集め、再びチームを結成する。
正体を明かした後はヨロイカブトの肩部分と兜を装着し、ミュウツーを操る。しかし、他の鎧パーツを奪ったパープルアイ、そして彼が操ったミュウツーによってどこかの世界へと飛ばされる。
アックス
レインボ島に住んでいる樵。昔はレスラーだったらしく、力持ちであるがエドワードによく腰を診てもらっている高齢。正体を明かした後はヨロイカブトの腹部を装着。レスラー時代の経験から力が全てとの考えを持っており、それを体現するかのようにレジギガスを繰り出す。主人公らに敗北した後はパープルアイによって鎧を奪われるが、イマチによって後に救出された。
マジック
ミロンダ島で子供達相手によくイリュージョンを披露しているマジシャン。現役時代は見破れぬイリュージョンは無かったらしく、現在でもその凄さは変わらない。正体を明かした後はヨロイカブトの左の籠手を装着。鎧の影響かどうかは分からないが、全盛期を思わせるイリュージョンを展開し、主人公らを惑わせ、更には巨大化させたクロバットを操る。主人公らに敗北した後はパープルアイによって鎧を奪われるが、イマチによって後に救出された。
ドレス
何かとオシャレな女性。アクアリゾートで出会う。正体を明かした後はヨロイカブトの右の籠手を装着。若い頃は変装の名人で、その腕は相棒の外見を完全にコピーする程。それを活かし、主人公らを様々な罠に嵌めた。変装繋がりでメタモンを使用。ライコウ、エンテイ、スイクンに変身させてくるなど手強い。主人公らに敗北した後はパープルアイによって鎧を奪われるが、イマチによって後に救出された。

#### その他の人物
ヘリオ
過去の世界のココナ村の少年。セレビィとは仲良しである。
タンザとキーア
過去の世界のココナ村の男女。ヘリオの保護者でもある。
ネイ
過去の世界のココナ村の女性。パートナーの交換及びレベルアップをしてくれる。
おばば
過去の世界のココナ村の老婆。ミッション毎に手に入る石盤などを説明してくれる。
エウロン
ヘリオの父親で、光の神殿の長。「黄金のヨロイカブト」を身に纏っている。
サーグ
闇の神殿の長で、エウロンの側近。ヨロイカブトを身に纏っていないが、本人によると服の下に鎧を着ているとの事。ヨノワールを使用する。事件後は行方不明となる。
モリア
森の神殿の長。緑のヨロイカブトを身に纏っている。モジャンボを使用する。
フレイド
炎の神殿の長。橙のヨロイカブトを身に纏っている。バンギラスを使用する。
アス
氷の神殿の長。水色のヨロイカブトを身に纏っている。ユキノオーを使用する。
バルト
雷の神殿の長。黄色のヨロイカブトを身に纏っている。エレキブルを使用する。
ハジメ
前作の主人公。本人は登場せず、シンバラの回想で名前のみ登場。現在は凄腕のレンジャーである様子。前作である『バトナージ』の男の子主人公の固有の名前である。

### 世界観（光の軌跡）
本作はオブリビア地方が舞台となっている。海に点在する島々で構成された地方。古代の遺跡が多く、忘れられたパラダイスとも呼ばれている。
ドロップ島
主人公が最初に漂流する無人島。野生ポケモンの宝庫だったが、物語終盤にて空中要塞の攻撃を食らって崩壊した。
レインボ島
主人公の拠点となる島で、ココナ村と“虹祭り”が開かれるココナ広場やラトラト山などがある。
ミロンダ島
レインボ島とミロンダ島を結ぶブッカー大橋を渡った先にある島。ユニオン号が停泊しているナナメ村や「オブリビア地方の伝説」と呼ばれる本が置かれている古い屋敷などがある。
ファルデラ島
巨大火山がある島で、ファルデラ火山が時々噴火することから観光客も度々訪れている。
ソピアナ島
水に恵まれている島で、観光客に人気がある街「アクアリゾート」や雪山のソルベラス山などがある。
ライウン島
年中落雷が発生している島で、岩山のライウン山は落雷が止まらないことから立ち入ること自体困難である。
シクレレ島
石碑だけが存在している無人島で、石碑にはオブリビア地方の島々が描かれている。

### 用語（光の奇跡）
時渡りの石碑
レインボ島のココナ村の広場にある石碑で、セレビィの力で過去に行くことも可能である。
虹の聖杯
古代の勇者がオブリビア地方を悪の支配者たちから救ったという伝説の聖杯。

## アニメ

### アニメ「ポケモンレンジャー 光の軌跡」
2010年2月28日、3月7日（テレビ東京系の場合）に『ポケモン☆サンデー』内で放送。また、『ポケモン☆サンデー』の公式サイトにて、3月20日までの間、動画の無料配信が行われた。『テレビアニメ第1シリーズ』から『めざせポケモンマスター』までのテレビシリーズの関連作品の一つでもある。

#### キャスト（光の軌跡）
- ナツヤ - 羽染達也
- シンバラ教授 - 中田譲治
- レッドアイ - 小野大輔
- ナッパーズ - 古島清孝
- ナッパーズ - 西墻由香
- ウクレレピチュー - 真堂圭
- ナレーション、ラティオス - 増谷康紀

#### スタッフ（光の軌跡）
- 原案 - クリーチャーズ
- アソシエイトプロデューサー - 吉川兆二
- アニメーションプロデューサー - 神田修吉
- プロデューサー - 盛武源、福永晋
- 監督 - 須藤典彦
- 総監督 - 湯山邦彦
- 脚本 - 冨岡淳広
- 絵コンテ・演出 - 小山賢
- 総作画監督・キャラクターデザイン - 山田俊也
- 作画監督 - 田島瑞穂
- 音響監督 - 三間雅文
- 音響制作 - HALF H・P STUDIO
- アニメーション制作 - OLM Team Kato
- 制作協力 - 株式会社ポケモン
- 制作 - ShoPro

### アニメ本編への登場
『ポケモンレンジャー』のヒナタと『ポケモンレンジャー バトナージ』のハジメがそれぞれ『ポケットモンスター アドバンスジェネレーション』第155話「ポケモンレンジャー登場!セレビィ救出作戦!!」、AG第171話「ポケモンレンジャー!デオキシス・クライシス!!」、『ポケットモンスター ダイヤモンド&パール』第71話「ポケモンレンジャー!波導のリオル!!」で登場している。ヒナタの声優は榎本温子、ハジメの声優は阪口大助。
また、『ポケモンレンジャー 光の軌跡』の主人公・ナツヤが『ダイヤモンド&パール』169話「ポケモンレンジャー! ヒードラン救出作戦!!」に登場した。ナツヤの声優は「光の軌跡」と同じ羽染達也。『アドバンスジェネレーション』の第五期OPでは映画のゲストキャラクターであるジャック・ウォーカーがヒナタと共演している。